# .bzh
Pour les articles homonymes, voir BZH.
.bzh (abréviation du breton Breizh, « la Bretagne ») est un domaine de premier niveau générique d'Internet qui s’adresse aux institutions, entreprises, associations et personnes souhaitant mettre en avant leur attachement à la Bretagne (France). Il permet d'utiliser l'extension .bzh pour leur site web ou leur adresse électronique. Cette extension est commercialisée depuis décembre 2014.
Cette création s'inscrit dans un programme de nouvelles extensions internet lancé en 2012 par l'ICANN. Quatre autres extensions géographiques françaises sont également ouvertes à l'enregistrement dans le cadre de ce programme mondial : le .paris pour la ville de Paris, le .alsace pour l'Alsace, le .corsica pour la Corse et le .eus pour le pays basque.

## Historique
L'extension internet .bzh est lancée en 2004 par Christian Ménard, député du Finistère, sur une idée de son assistant parlementaire, Jean-François Le Goff. La création du .cat, l'extension Internet pour la communauté linguistique et culturelle catalane en 2006 relance cette idée. Une pétition en ligne, lancée par Mikael Bodlore-Penlaez via le site Geobreizh.com, engendre une première mobilisation et encourage plusieurs collectivités bretonnes à émettre un vœu en faveur de ce projet. Le conseil général d'Ille-et-Vilaine (14 avril 2006), le conseil régional de Bretagne (le 14 juin 2006), le conseil général du Finistère (15 juin 2006) soutiennent ainsi à l'unanimité l'idée de création d'une extension .bzh.
En 2007, le conseil régional de Bretagne confie à l'association Bretagne prospective le soin de réaliser une étude de faisabilité, ainsi que d'initier la mobilisation autour du projet. Sous la direction d'un comité de pilotage impliquant les différents acteurs à l'initiative du .bzh, cette étude débouche finalement, en 2008, sur la constitution d'une structure pour porter la candidature bretonne: l'association www.bzh.
L'association www.bzh est donc chargée de constituer le dossier de candidature, réunir les fonds nécessaires à son dépôt et assurer la promotion du .bzh dans la communauté bretonne,. L'association reçoit en décembre 2008 le soutien financier du conseil régional de Bretagne. La pétition en ligne mise en place par l'association réunit plus de 20 000 signatures lors du dépôt de candidature en 2012.
Le 10 mai 2013, l'ICANN annonce que l'extension .bzh, soumise par l'association www.bzh, a passé l'évaluation initiale,,.
Le 9 novembre 2013, la médaille de l'Institut culturel de Bretagne est décernée à l'association www.bzh, à Saint-Nicolas-de-Redon.
Le 28 février 2014, le contrat entre l'ICANN et l'association www.bzh est signé, consacrant l'existence de la nouvelle extension .bzh.
Le 26 juin 2014, les premiers noms en .bzh qui renvoient aux sites de l'association www.bzh et du conseil régional de Bretagne sont activés. Le lancement se déroule ensuite par phases : 
- Septembre 2014 à novembre 2014 : les titulaires de marques inscrites dans la Trademark Clearinghouse (TMCH) ainsi que ceux des marques valables en France (nationales, communautaires et inscrites à l'OMPI) bénéficient d'une priorité (et exclusivité temporaire) pour enregistrer leur nom de domaine en .bzh.
- Novembre 2014 : les administrations publiques et associations bénéficient à leur tour d'une période d'enregistrement prioritaire. Les noms de domaines génériques peuvent être réservés parallèlement et sont attribués aux enchères en cas de demandes multiples.
- Décembre 2014 : ouverture à tous, sans conditions, au tarif classique, en suivant la règle du « premier arrivé, premier servi ».

Fin mars 2015, soit cinq mois après le lancement, 4 000 noms de domaines en .bzh sont enregistrés. Plusieurs collectivités territoriales bretonnes migrent leur site internet et leurs courriels en .bzh cette année-là également, notamment la région Bretagne.
Parallèlement à la promotion de l'extension Internet .bzh, l'association www.bzh promeut d'autres services pour développer l'image de la Bretagne sur le web : campagne pour un emoji drapeau breton,, service de messagerie postel.bzh « postel.bzh »  ,... .

## Termes réservés
Les noms des communes bretonnes et ligériennes sont réservés dans leur forme française, bretonne ou gallèse : leur enregistrement ne peut se faire que sur justification.

## Statistiques d'usage
En avril 2025, environ 13 231 domaines utilisent l'extension .bzh.

## Référence
1. ↑  Date de création dans la root zone selon l'IANA.
2. ↑  (fr) « Le député breton Christian Ménard veut créer un suffixe internet «.bzh » », sur Christian Ménard.com (consulté le 2 mars 2010)
3. ↑  (en) « Fundació punt CAT », sur Fundació punt CAT (consulté le 20 décembre 2018).
4. ↑  « .paris, .sport, .bzh : tout savoir sur les nouvelles extensions du web · iTPro.fr », sur iTPro.fr, 21 juin 2011 (consulté le 20 décembre 2018).
5. ↑  « Une identité numérique bretonne attendue en 2013 », sur ouest-france.fr, 27 septembre 2013 (consulté le 20 décembre 2018).
6. ↑  (en) New gTLD Program, InitialEvaluation Report (PDF)
7. ↑  (fr) « Internet : la Bretagne obtient une extension ".bzh" », sur lemonde.fr (consulté le 10 mai 2013)
8. ↑  (fr) « Internet : La Bretagne a désormais son nom de domaine en .bzh », sur FranceTVInfo.fr (consulté le 10 mai 2013)
9. ↑  (fr)« Signature du contrat ICANN/.BZH », sur Afnic.fr
10. ↑  « Activation des premiers sites en .bzh », sur bretagne.fr.
11. ↑  « 4000 .bzh enregistrés depuis décembre », sur France 3 Bretagne, 30 mars 2015 (consulté le 18 mai 2015).
12. ↑  « Bretagne : 4.000 nouveaux mails en .bzh pour la région », sur 20 minutes, 27 avril 2015 (consulté le 18 mai 2015).
13. ↑  « La bataille du drapeau breton est engagée sur Twitter », sur RFI, 21 janvier 2020 (consulté le 26 septembre 2021).
14. ↑  David Groison, La révolution emoji, Bayard, coll. « Bayard graphic' », 2024 (ISBN 978-2-227-50107-2)
15. ↑  « « Postel.bzh », la messagerie créée par des Bretons, pour les Bretons », sur Ouest-france.fr, 21 septembre 2021 (consulté le 26 septembre 2021).
16. ↑  « .bzh : place aux collectivités et associations », sur pik.bzh (consulté le 22 août 2024)
17. ↑  « nTLDStats » (consulté le 8 janvier 2025)